# Orachrysops mijburghi
Mijburgh’s Blue (Orachrysops mijburghi) là một loài bướm ngày thuộc họ Bướm xanh. Nó được tìm thấy ở Nam Phi, nơi nó được tìm thấy ở highland grassveld in the Orange Free State.
Sải cánh dài 31–39 mm đối với con đực và 32–38 mm đối với con cái. Con trưởng thành bay từ tháng 10 đến tháng 12 và từ tháng 1 đến tháng 3. Có hai lứa trưởng thành một năm.
Ấu trùng ăn Indigofera evansiana.